# Раздолье (Брянская область)
Раздолье —поселок в Стародубском муниципальном округе Брянской области.

## География
Находится в южной части Брянской области на расстоянии приблизительно 4 км по прямой на восток-юго-восток от районного центра города Стародуб.

## История
На карте 1941 года поселок уже был показан. До 2020 года входил в состав Десятуховского сельского поселения Стародубского района до их упразднения.

## Население
Численность населения: 17 человек в 2002 году (русские 94 %), 16 в 2010.